# Fundación CEPAIM
La Fundación CEPAIM (CEPAIM) es una organización sin ánimo de lucro española que se dedica a promover la inclusión social y la igualdad de oportunidades para las personas en situación de vulnerabilidad. Fundada el 5 de mayo de 1994, la Fundación CEPAIM trabaja de manera integral y multidisciplinaria para brindar apoyo y acompañamiento a diversos colectivos, como migrantes, refugiados, personas en riesgo de exclusión social, víctimas de violencia de género. Por ahora CEPAIM presta su asistencia mediante una extensa red de 39 centros regionales ubicados en 10 Comunidades Autónomas, una Ciudad Autónoma, así como con presencia en Marruecos y Senegal.

## Orígenes y antecedentes
El 5 de mayo de 1994, Cepaim fue establecido como Consorcio de Entidades para la Acción Integral con Migrantes, con el propósito de crear una estructura en red entre entidades del tercer sector que se dedican a la integración de personas inmigrantes y refugiados. Este proceso se llevó a cabo inspirado en la Red Europea Puzzle, que ya había establecido vínculos entre estas entidades años antes.
El propósito de Cepaim era dar respuesta a la necesidad de establecer una estructura estatal de coordinación entre diferentes actores, trabajando en red y en alianza a nivel local. La intención era generar espacios de reflexión, análisis y revisión de metodologías de trabajo, así como compartir logros, dificultades y espacios de formación y experimentación.
El Consorcio Cepaim contó con la participación de entidades como la Federación Andalucía Acoge, la Asociación Columbares, Aprosers, Apip, Anafe, CEFA-Universidad Obrera en Bélgica y el Ayuntamiento de Santa Coloma de Gramanet, teniendo como primer presidente a Pablo Jaquero Milán. A lo largo del camino, algunas asociaciones se han integrado en Cepaim, mientras que otras han seguido su propio camino, manteniendo una coordinación con la organización.
En 2008, el Consorcio Cepaim se transforma en Fundación con el objetivo de impulsar un nuevo proceso de articulación de una entidad sólidamente consolidada a nivel estatal, con la capacidad de abordar los múltiples factores que afectan la sostenibilidad de las entidades del tercer sector de acción social. Esta transformación permitió a la organización adquirir una mayor profesionalidad sin perder los valores, los principios, el conocimiento y la base social de cada una de las entidades socias.
A lo largo de su trayectoria, la Fundación Cepaim ha experimentado hitos significativos que han influido en su forma de trabajo, metodologías y estrategias de intervención. Ha evolucionado desde ser una organización sectorial que trabajaba exclusivamente con personas inmigrantes y refugiadas hacia una entidad territorial que aborda los desafíos de toda la ciudadanía, otorgando una dimensión comunitaria e integral a sus intervenciones. Asimismo, ha consolidado su presencia local y ha logrado una sólida capacidad de incidencia política a nivel autonómico, estatal, europeo e internacional.
En la actualidad, la centralidad del trabajo de la Fundación Cepaim se basa en la interculturalidad, la convivencia y la igualdad. Como organización no gubernamental sin ánimo de lucro, tiene alcance estatal e internacional y está integrada en la Red Española de Lucha contra la Pobreza y la Exclusión y en la Plataforma del Tercer Sector de Acción Social. A través de su participación en diversos organismos, asesora en políticas sociales e integración de personas inmigrantes, contribuyendo al desarrollo de una gestión adecuada de la diversidad cultural y promoviendo la integración, la convivencia y la cohesión social.
La mirada y las intervenciones de Cepaim se centran en los territorios como espacios locales donde los ciudadanos construyen su identidad y sentido de pertenencia. La organización trabaja en los barrios de las ciudades, en acciones de acogida humanitaria, acogida e integración de personas refugiadas, vivienda, igualdad de oportunidades entre hombres y mujeres, atención a víctimas de discriminación, gestión de la diversidad en empresas, escuelas y barrios, promoviendo la convivencia intercultural frente a la hostilidad, el racismo y la xenofobia. También brinda apoyo a familias y menores en situación de pobreza y exclusión social, impulsa el emprendimiento y la cultura emprendedora, la formación y el empleo, y promueve el desarrollo rural y el codesarrollo con los países de origen de las personas inmigrantes.
La Fundación CEPAIM es una organización sin ánimo de lucro que depende de diferentes fuentes de financiamiento para llevar a cabo sus programas y actividades en pro de la inclusión social y la igualdad de oportunidades. El financiamiento de la Fundación CEPAIM proviene de diversas fuentes, entre las que se incluyen subvenciones gubernamentales, donaciones de instituciones y particulares, patrocinios corporativos y acuerdos de colaboración.

## Misión y objetivos
La misión de la Fundación CEPAIM se fundamenta en la convicción de que todas las personas, independientemente de su origen o circunstancias, merecen ser tratadas con dignidad y tener acceso a los mismos derechos y oportunidades. Como organización sin ánimo de lucro comprometida con la inclusión social, CEPAIM se ha propuesto abordar las desigualdades y promover un entorno en el que cada individuo pueda desarrollar su máximo potencial.
Para cumplir con su misión, la Fundación CEPAIM ha establecido una serie de objetivos claros y definidos:
1. Brindar apoyo integral: al Fundación CEPAIM se compromete a proporcionar un apoyo integral a las personas en situación de vulnerabilidad. Esto implica abordar sus necesidades básicas, como alojamiento, alimentación y atención médica, pero también va más allá de lo material, ofreciendo orientación, asesoramiento y acompañamiento emocional. La organización entiende que la inclusión social es un proceso complejo que requiere abordar todos los aspectos de la vida de una persona.[5]
2. Fomentar la participación ciudadana: la Fundación CEPAIM reconoce la importancia de empoderar a las personas y fomentar su participación activa en la sociedad. Busca promover la ciudadanía activa y el ejercicio de derechos, fomentando la participación en la toma de decisiones que afectan a sus vidas. A través de programas educativos, talleres de formación y actividades comunitarias, CEPAIM busca fortalecer las habilidades y capacidades de las personas en situación de vulnerabilidad, permitiéndoles tener un papel activo en la construcción de una sociedad más inclusiva.
3. Promover la igualdad de género: La organización reconoce la importancia de abordar las desigualdades de género y trabajar hacia la igualdad efectiva entre hombres y mujeres. A través de la sensibilización, la formación y la promoción de la equidad de género, CEPAIM busca crear conciencia sobre los derechos de las mujeres y luchar contra la discriminación y la violencia de género.[6][7]
4. Luchar contra la discriminación: la Fundación CEPAIM se compromete a trabajar incansablemente para combatir cualquier forma de discriminación basada en el origen étnico, la religión, la orientación sexual o cualquier otra característica personal. La organización defiende la igualdad de trato y oportunidades para todas las personas, independientemente de su condición social, y se esfuerza por crear una sociedad inclusiva y libre de prejuicios.[8]

## Programas y actividades
La Fundación CEPAIM desarrolla una amplia gama de programas y actividades destinados a promover la inclusión social y la igualdad de oportunidades en diversos ámbitos. A continuación, se presentan algunos de los programas y actividades destacados que lleva a cabo:
- Acogida y Protección Internacional: A través de este programa, la Fundación CEPAIM brinda apoyo y protección a personas refugiadas y solicitantes de asilo. Proporciona alojamiento, atención psicosocial, asesoramiento legal[10] y orientación para facilitar su integración en la sociedad de acogida.[11][12]
- Cooperación al Desarrollo y Codesarrollo: En este programa, la Fundación CEPAIM trabaja en colaboración con organizaciones y comunidades locales en países de origen de las personas migrantes. Se centra en proyectos de desarrollo sostenible, fortalecimiento comunitario, acceso a servicios básicos, generación de empleo y mejora de las condiciones de vida en dichas comunidades.
- Desarrollo Rural y Reto Demográfico: Este programa se enfoca en el desarrollo de zonas rurales y la atención al reto demográfico en áreas despobladas. La Fundación CEPAIM promueve iniciativas que impulsen el emprendimiento rural, la diversificación económica, el acceso a servicios básicos y la mejora de la calidad de vida en estas áreas.
- Empleo y Formación: A través de este programa, la Fundación CEPAIM trabaja en la inserción sociolaboral de personas en situación de vulnerabilidad. Proporciona formación, asesoramiento laboral, intermediación con empresas y apoyo para el emprendimiento, con el objetivo de promover su acceso al empleo y mejorar su situación económica.[13]
- Igualdad, No Discriminación e Interseccionalidad: Este programa tiene como objetivo fomentar la igualdad de oportunidades y combatir la discriminación en todas sus formas. La Fundación CEPAIM lleva a cabo acciones de sensibilización, capacitación y promoción de la igualdad de género, la inclusión de personas con discapacidad, el respeto a la diversidad sexual y otros aspectos relacionados con la interseccionalidad.
- Convivencia, Interculturalidad y Desarrollo Comunitario: En este programa, la Fundación CEPAIM promueve la convivencia pacífica, el diálogo intercultural y el desarrollo comunitario. A través de actividades de mediación, talleres, encuentros y proyectos participativos, se fomenta la integración y la cohesión social en comunidades diversas.
- Intervención con Infancia, Jóvenes y Familias: La Fundación CEPAIM desarrolla programas dirigidos a la atención integral de la infancia, la juventud y las familias en situación de vulnerabilidad. Brinda apoyo psicosocial, educativo y formativo, así como servicios de prevención y promoción del bienestar familiar.
- Agenda Urbana e Inclusión Residencial: En este programa, la Fundación CEPAIM trabaja en la inclusión residencial y el acceso a una vivienda digna.

Estos programas y actividades reflejan el compromiso de la Fundación CEPAIM en abordar las distintas dimensiones de la exclusión social y promover la igualdad de oportunidades para todas las personas.
Además, la Fundación CEPAIM ha recibido reconocimientos y premios por su labor en el ámbito de la inclusión social. Estos reconocimientos no solo validan el impacto positivo de su trabajo, sino que también destacan su compromiso con la defensa de los derechos humanos y la promoción de la igualdad de oportunidades.

## Controversias y críticas
A lo largo de su trayectoria, la Fundación CEPAIM ha enfrentado ciertas controversias y críticas en relación con su labor y enfoque en la promoción de la inclusión social.
Una de las críticas que se ha planteado es la posible dependencia excesiva de subvenciones gubernamentales. Al recibir un porcentaje significativo de su financiamiento de entidades estatales, algunos críticos argumentan que la Fundación CEPAIM podría perder cierta autonomía en sus decisiones y en la selección de los programas y proyectos que lleva a cabo. Además, se ha planteado la preocupación de que la organización pueda estar limitada en su capacidad para abordar temas más controvertidos o críticos hacia el gobierno en función de su financiamiento.
Otra crítica ha surgido en relación con la eficacia y el impacto a largo plazo de los programas y actividades de CEPAIM. Algunos detractores sostienen que, si bien la organización puede ofrecer apoyo y atención inmediata a las personas en situación de vulnerabilidad, no se están abordando las causas estructurales de las desigualdades sociales. Argumentan que el enfoque debería centrarse más en cuestiones de políticas públicas y cambios estructurales para lograr una transformación más duradera en la sociedad.